# NGC 595
NGC 595 – wielki obszar H II wraz z osadzoną w nim gromadą gwiazd, znajdujący się w Galaktyce Trójkąta (Messier 33) położonej w gwiazdozbiorze Trójkąta. Został odkryty 1 października 1864 roku przez Heinricha Louisa d’Arresta.

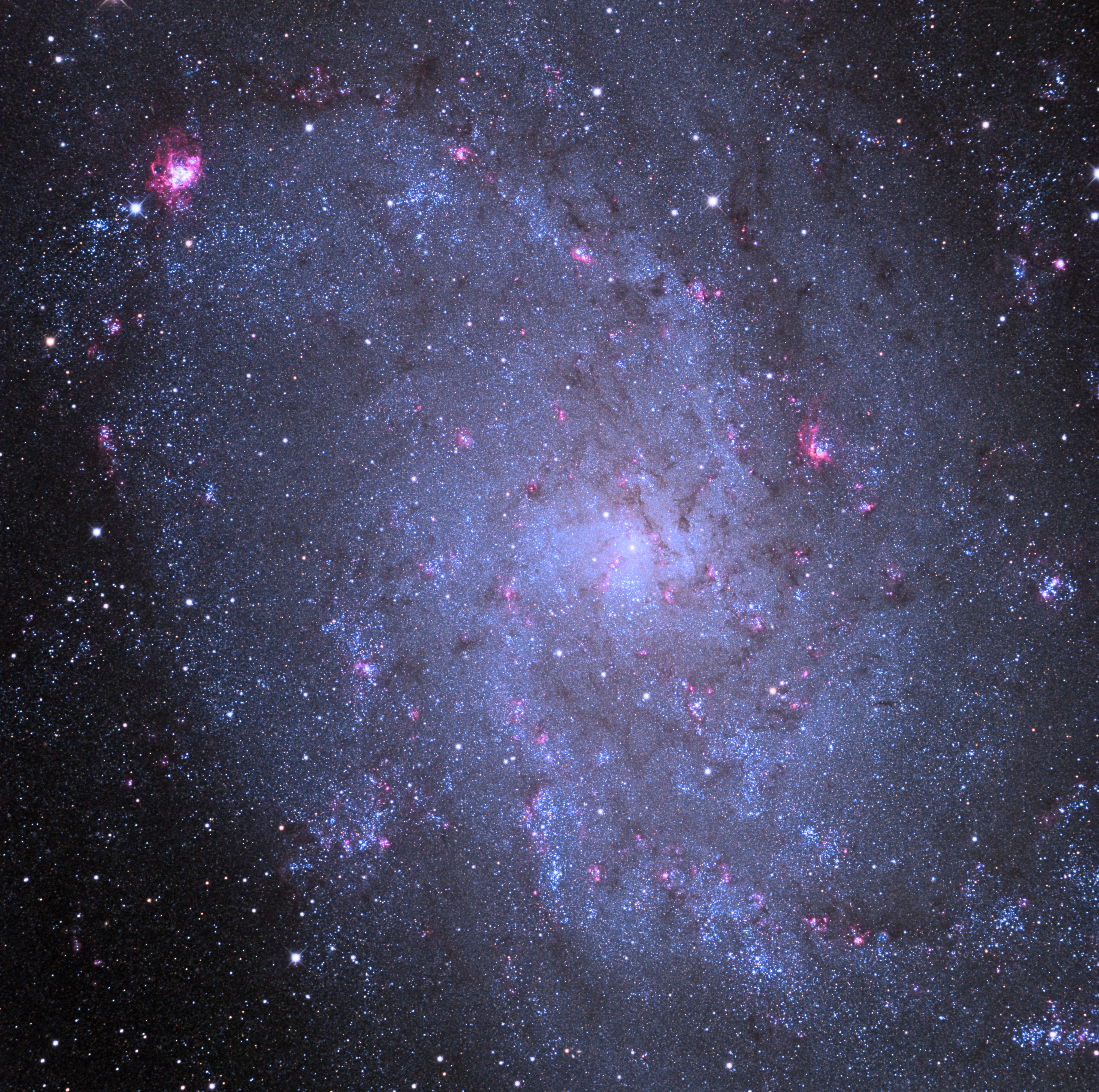
Centralna część Galaktyki Trójkąta. NGC 595 to czerwony „obłok” na prawo i powyżej jądra galaktyki.

Jest to drugi pod względem jasności obszar H II w Galaktyce Trójkąta. Jego średnica to około 815 lat świetlnych, a wiek wynosi około 4,5 miliona lat. W obszarze tym odkryto około 250 gwiazd typu OB, 13 nadolbrzymów i 10 gwiazd Wolfa-Rayeta.